# Henricus Lur
Heinrich Laurer von Kirchberg (1410-1476)(Heinrich‏ Laurer), (* Unterkirchberg, perto de Ulm, 1410 † Dillingen, (1476), foi bacharel em teologia, reitor da Universidade de Leipzig, gramático, humanista e filósofo alemão.

## Obras
- De modo audiendi confessiones (Sobre o modo de ouvir confissões)
- Passio domini nostri Jesu Christi secundum ordinem quatuor evangelistarum collectae, 1465 (Paixão de Nosso Senhor Jesus Cristo segundo o evangelho)